# 文化图式理论
文化图式理论（英語：cultural schema theory）是一种认知理论，用于解释人们如何组织和处理所身处的文化环境中的事件和对象的信息。根据该理论，个人依靠图式或心理框架来理解和解释周围的世界。这种图式受到文化的塑造，能帮助人们快速、有效地处理和自己的文化背景一致的信息。文化图式可能包括社会角色、习俗、信仰，以及对人们在特定场合下如何表现的预期。该理论认为，文化图式是由特定文化群体内反复的互动和经历而形成的，它们指导着常态的社会情境中的行为。文化图式与其他图式的不同之处在于，它是特定文化群体内共有的而非由个体独有的。

## 历史
文化图式理论的发展可以追溯到图式概念的历史。如以下时间线所示：
古希腊：图式作为理想类型存在于头脑中的概念可以追溯到柏拉图。
19世纪：伊曼努尔·康德阐述了经验在理性发展中的作用，提出理性由经验形式构建的论点，并提出了这样一句话：“只依据那些你可以同时愿意它成为普遍法则的准则行动。 ”这句话的意思是，人应该只以那些被认为是普遍道德和合理的方式行事，而这两者都取决于个人有关理性和道德的经验。
20世纪：讓·皮亞傑关于儿童认知发展的研究进一步推进了文化图式理论的研究。皮亚杰的理论认为，儿童认知发展经历四个主要阶段：感觉运动阶段、前运算阶段、具体运算阶段和形式运算阶段。他认为，儿童通过自己的经历以及与环境的互动积极地构建对世界的理解。
20世纪30年代：弗雷德里克·巴特莱特的研究表明，记忆受到文化和社会因素的影响。他发现，来自不同文化和背景的人通常会因其文化规范和信仰而对信息产生不同的记忆。巴特利特提出，人们根据已有的知识和期望，使用他们的图式或心理框架来组织和解释新信息。他认为，人们倾向于记住与他们的图式一致的信息，同时扭曲或忘记与他们的图式不一致的信息。
此后，学者们进行了进一步的研究，发展了现在所说的文化图式理论。

## 文化图式如何发展
研究表明，图式在许多不同的层面上运作。个人独特的经历使他们能够获得个人图式。社会图式可能源自群体的共有知识，并在社会的各个思想中得到体现，使该群体中的人们可以以相同的意志思考。然而，当一个人的文化环境提供了该文化的每个成员都接触到的经验时，他们的经验就会让每个成员获得文化图式。文化图式是一种概念结构，它使得个人能够存储有关其文化的感知和概念信息，并通过文化视角输出经验、更改表达方式。如果人们没有具备适当的文化图式，就可能无法理解文化上陌生的情境。
当一个人经常与同一文化的成员互动，或者多次谈论某些信息时，文化图式就会被创建并存储在一个人的大脑中。随后的类似实例导致文化图式变得更加有组织、抽象和紧凑。当这种情况发生时，沟通变得更加容易。据解释，经验是创造文化图式的力量。随着人们拥有更多的经验，他们发展中的文化图式变得更加紧密地组织起来。这些信息不仅变得更加复杂，而且对于同一文化或不同文化的成员来说也更加有用。除了文化图式的认知活动之外，大脑中还存在着复杂的模式。
并非所有图式都同样重要。高层级图式是内化的并且在情感上是突出的； 同样，当一个图式与一个人的自我只有微弱的联系时，它就会在情感上变得空虚和无关紧要。

## 社会互动的文化图式类型
社会互动的文化图式是包含在一个人的文化环境中面对面互动的知识的认知结构。产生人类社会互动行为的主要类型有八种。这八种图式也称为主要社交互动（Primary Social Interaction, PSI）图式：
1. 事实与概念图式：这些是有关事实的一般信息。
2. 人物图式：这些是关于不同类型的人的知识，特别是性格特征。
3. 自我图式：这些图式包含人们如何看待自己以及他人如何看待他们的知识。
4. 角色图式：这些是关于社会角色的知识，表示特定社会地位中的人们的预期行为集。
5. 上下文图式：其中包含有关情况和行为参数的适当设置的信息。上下文图式中的信息包括对为了实现各自上下文中的目标而要采取的适当行动的预测。信息还包括合理解决问题策略的建议。
6. 过程图式：这些是关于常见情况下事件的适当顺序的知识。这包括要采取的具体步骤以及事件的适当行为规则。过程图式的使用导致人们以某种方式采取某些行动。
7. 策略图式：这些是有关解决问题策略的知识。
8. 情感图式：其中包含存储在长期记忆中的情感和评价的信息。当其他图式被激活时可以感受到它。情感图式是通过人一生中的社交互动而积累起来的。研究人员认为，它是一种重要的辅助图示，因为情感在人类社会互动中发挥着不可或缺的作用。

## 跨文化适应的应用
跨文化适应一词是指个人获得不断提高的东道国文化沟通技巧以及与东道国国民关系发展水平的复杂过程。简单地说，跨文化适应就是一个人将自己的PSI图式转变为东道文化的图式，并在他/她所居住的东道文化中获得新的PSI图式。很多人都会受到跨文化的影响，需要进行文化适应，这些人包括移民、难民、商人、外交官、外国工人和学生。
然而，本文具体将文化图式理论应用于旅居者的跨文化适应。旅居者通常会在另一种文化中度过几年，同时打算返回自己的祖国。商人、外交官、学生和外国工人都可以被归类为旅居者。为了更好地解释旅居者的跨文化适应，公理被用来表达因果关系、相关关系或目的关系。公理还有助于解释文化图式理论的基本假设。
旅居者十条公理如下：
1. 一个人在其文化中重复基于图式的行为越频繁，该文化图式就越有可能存储在该人的记忆中。
2. 旅居者未能认识到与东道国文化中有意义的互动相关的行动和行为，主要是由于他们缺乏该文化的PSI图式。
3. 获得宿主文化的PSI图式是旅居者跨文化适应该文化的必要条件。
4. 一个人自身文化的PSI图式相互关联，形成文化图式网络，以产生适合该文化的行为。东道国文化的经历会导致一个人的文化图式发生变化。这会导致所有其他文化图式的进一步变化，并导致行为的彻底改变。
5. 获取旅居者文化PSI图式之间相互关系的信息是旅居者跨文化适应的必要条件。
6. 人们根据情况和动机使用图式驱动和数据驱动的处理来感知新信息。
7. 如果一个人有组织良好的文化图式，那么显着的信息更有可能通过图式进行处理，而模糊的信息要么会直接搜索相关数据以更充分地完成刺激，要么会被填充 使用图式的默认选项。
8. 缺乏东道国文化PSI图式的旅居者更有可能采用数据驱动的处理，这需要付出努力和关注。
9. 在东道国文化中，旅居者会遇到真正新颖的情境，由于情境中缺乏PSI图式，他们会体验到認知不确定性和焦慮。
10. 在东道国文化中，旅居者会经历自我调节和自我指导的阶段。在自我调节阶段，他们试图通过逐步修改本土文化图式来解决歧义并建立信息整合。另一方面，在自我导向阶段，他们积极尝试重组本土文化图式或生成宿主文化图式，以适应宿主文化环境。

## 现实世界的例子——旅居者的经历
“旅居者”一词是指居住在非自己文化中、意图最终返回家园的人。英国教师吉莉安·吉本斯（Gillian Gibbons）于 2007 年 8 月前往苏丹喀土穆，在团结学校（Unity School）教授年轻学生。在关于熊的课程中，一名学生带来了一只泰迪熊，让全班同学命名。大多数学生投票给这只熊命名为穆罕默德，这导致吉本斯于2007年11月25日被捕。根据苏丹刑法第125条，她被指控侮辱伊斯兰教先知穆罕默德，这在伊斯兰教中属于严重犯罪行为。吉本斯面临最高40鞭刑和6个月监禁的处罚，但最终仅被判处15天监禁，并在释放后被驱逐出苏丹。在英国政府的压力下，她被苏丹总统奥马尔·巴希尔赦免，并在入狱九天后返回英国。
涉及吉本斯的事件可以用文化图式理论来解释，特别是考虑到她作为一个陌生文化中的旅居者的身份。该理论的第三条公理和第九条公理适用于吉本斯的情况。作为旅居者，有必要获取东道国文化的主要、次要和孤立（PSI）图式，以适应跨文化。然而，吉本斯生活在团结学校的围墙内，这与苏丹其他地方有很大不同，并不要求她获得所在文化的PSI图式。对当地PSI图式缺乏了解可能导致她允许孩子们给泰迪熊命名为穆罕默德，这在苏丹文化中是不可接受的。这突显了像吉本斯这样的旅居者跨文化适应的困难，他们无意留下来，因此可能无法完全适应东道国文化。

## 对比理论
文化图式理论经常与文化共识理论进行比较和对比。两种理论都对个人和文化知识的本质提出了不同的观点。然而，与文化图式理论不同，文化共识理论有助于描述和数学上衡量文化信仰的共享程度。中心思想是使用同一文化成员之间达成一致或共识的模式。从本质上讲，人们拥有的知识越多，他们之间达成的共识就越多。
然而，文化共识理论并不能帮助其他人更好地理解跨文化变异性或文化知识如何在认知层面上相互关联。文化共识理论预见到了跨文化差异，但将差异视为类似于文化测试中的表现，某些个体比其他人更能充当文化信息库的向导。

## 理论的进一步运用和发展
文化图式理论是指个人拥有的关于世界的文化特定知识。虽然文化图式的概念并不新颖，但其背后的理论却很新颖。为了发展该理论及其基本公理，必须进行额外的研究来制定定理并进行进一步的测试。一旦实现这一点，该理论就可以用于跨文化培训，以帮助个人适应其所在文化环境。人们已经为这一目标做出了努力，例如使用图式理论认为，跨文化接触可以通过培养警觉性来增强创业意图，警觉性是一套识别商业机会的技能，特别是对于居住在国外或在国外寻找工作的人。